# Sabathu
Sabathu è una suddivisione dell'India, classificata come cantonment board, di 5.720 abitanti, situata nel distretto di Solan, nello stato federato dell'Himachal Pradesh. In base al numero di abitanti la città rientra nella classe V (da 5.000 a 9.999 persone).

## Geografia fisica
La città è situata a 30° 58' 19 N e 76° 59' 36 E e ha un'altitudine di 1.264 m s.l.m..

## Società

### Evoluzione demografica
Al censimento del 2001 la popolazione di Sabathu assommava a 5.720 persone, delle quali 3.807 maschi e 1.913 femmine. I bambini di età inferiore o uguale ai sei anni assommavano a 494, dei quali 271 maschi e 223 femmine. Infine, coloro che erano in grado di saper almeno leggere e scrivere erano 4.936, dei quali 3.472 maschi e 1.464 femmine.